# Българско влияние в румънския език
Влиянието на среднобългарския език и култура върху обществения и духовен живот във Влашко и Молдова е доминиращо в областта на държавно-политическия живот, православната религия, развитието на манастирската мрежа, и най-вече книжовеността в дунавските княжества поради културно политическата хегемония на България в областта и също така много силно в битовия, земеделски разговорен език поради сериозните маси българско население в нея.
Среднобългарският като официален език в княжествата оказва влияние върху оформилия се след ХVІ в. на разговорна основа народен румънски език, което е лексикално доминиращо до ХІХ в. и отчетливо представено и днес.
Във Влахия тогава има плътно българско население, което налага своя език като официaлен. Според българския публицист от началото на XX век Гаврил Занетов, поне до ХV вek преобладаващият етнос във Влашко е българския, това се потвърждава и от изключително живият народен български език, говорен от влашките войводи като майчин, който е запазен в техните писма и други документи, сред които най-забележителни са Влахо-българските и влахо-молдовски грамоти.
Наличието на български книжовни паметници от Средновековието в румънските земи е значително. Още от обособяването им в ХІV до ХVІІ век среднобългарският език и писменост са единствените (официални) език и писменост в княжеските канцеларии във Влашко и Молдова и на православната църква по тези земи, а на румънски език също се пише на кирилица. Влашките и молдовските домашни извори, като владетелски грамоти, църковни писания и частни документи столетия са съставяни само на среднобългарски език. Според Григорий Илински известните влахо-български и влахо-молдовските грамоти и в частост най-вече влашките по език, стил и калиграфска техника са копие на българските. Стефан Бобчев развива това като посочва живия български език на влахо-българските грамоти и последвалите ги влахо-молдовските грамоти са еволюция на българските царски грамоти от XIII-XIV век след изчезването на българската държава и едни от най-ценните автентични свидетелства за българския език в тази епоха.
Среднобългарският и новобългарския език имат значимо участие и във формирането на румънския книжовен език. Въпреки че България като държавно-политическо образувание вече не съществува, в периода XV-XVI век са зафиксирани паралелни румъно-български текстове. Едва през XVI век се появяват първите румънски преводни текстове, но все още не може да се говори за литературен език, като дотогава единственият такъв език е българският. Среднобългарският език оказва най-силно влияние в лексикалния фонд на румънския език – битова, земеделска, църковна терминология, феодални и културни понятия и др.